# La Stampa (krant)
La Stampa is een Italiaanse krant.

## Geschiedenis
De krant werd opgericht op 9 februari 1867 in Turijn onder de naam Gazzetta Piemontese met als hoofdredacteur Giovanni Roux. De krant had een oplage van 20.000 exemplaren en de prijs was 5 lirecent.
Op 31 maart 1895 verscheen de krant voor het eerst met de nieuwe naam La Stampa en werd het hoofdkantoor verplaatst naar piazza Solferino. Met de komst van een Linotype, een van de eerste in Italië, werden er in 1915 al 300.000 exemplaren gedrukt.
In 1894 werd ondernemer en journalist Alfredo Frassati mede-eigenaar van de krant. Hij vernieuwde de krant gaf haar een nationaal karakter. Vanaf 1900 werd hij hoofdredacteur en enige tijd later eigenaar van de krant. Doordat hij bij de moord van Giacomo Matteotti in 1924 een afkeurende houding had aangenomen, moest hij aftreden en verkocht hij de krant in 1926 aan de familie Agnelli (FIAT), die tot op heden voor honderd procent eigenaar van de krant is.
Het hoofdkantoor is verscheidene malen binnen Turijn verplaatst: van de via Bertola 21 naar de via Bertolotti tot 1934 en daarna in de Galleria San Federico om uiteindelijk in 1968 te verhuizen naar de via Marenco 32, waar de redactie nog steeds gevestigd is. In de jaren vijftig ondersteunde La Stampa onvoorwaardelijk de strijd van de christendemocratische regeringen tegen het vermeende communistische gevaar.
In 1975 verscheen voor de eerste keer de literaire bijlage Tuttolibri en in 1981 de wetenschappelijk bijlage Tuttoscienze. Sinds 1999 heeft de krant haar eigen website. Ezio Mauro, die vanaf 1992 hoofdredacteur van La Stampa was, verliet de krant in 1996 voor La Repubblica. La Stampa is vrij gematigd in haar politieke opvattingen maar leunt sterk tegen het establishment aan. Met een oplage van 500.000 exemplaren is La Stampa de derde krant van Italië. De krant wordt vooral in het noorden gelezen (Piëmont en Ligurië).